# Res Publica (boktidskrift)
Res Publica (se res publica) är en teoretisk och litterär boktidskrift som mellan 1985 och 2010 gavs ut av Brutus Östlings Bokförlag Symposion med säte i Göteborg, tidigare i Stehag. Den utkom med fyra nummer om året.
Jämsides med Kris, som hade en mer renodlat litterär och dekonstruktivistisk inriktning, spelade Res Publica under det sena 1980-talet en ledande roll i introduktion och diskussion av postmodern filosofi och politisk-historisk debatt i Sverige. Tidskriften hade länge en klart urskiljbar akademisk vänsterprägel och publicerade under några år mera av Michel Foucault, Walter Benjamin, Theodor Adorno och dessas efterföljare än någon annan i Sverige. 